# شهرستان وبستر (کنتاکی)
شهرستان وبستر، کنتاکی (به انگلیسی: Webster County, Kentucky) یک سکونتگاه مسکونی در ایالات متحده آمریکا است که در کنتاکی واقع شده‌است.